# Bibiodes nanus
Bibiodes nanus är en tvåvingeart som beskrevs av Skartveit 2009. Bibiodes nanus ingår i släktet Bibiodes och familjen hårmyggor. Inga underarter finns listade i Catalogue of Life.